# Троїцька сільська рада (Новоодеський район)
Тро́їцька сільська́ ра́да — колишній орган місцевого самоврядування в Новоодеському районі Миколаївської області. Адміністративний центр — село Троїцьке.

## Загальні відомості
- Населення ради: 1 518 осіб (станом на 2001 рік)

## Населені пункти
Сільській раді підпорядковані населені пункти:
- с. Троїцьке

## Склад ради
Рада складається з 16 депутатів та голови.
- Голова ради: Руденко Микола Олексійович
- Секретар ради: Антонюк Алла Миколаївна

### Керівний склад попередніх скликань
| Прізвище, ім'я, по батькові | Основні відомості                                                         | Дата обрання | Дата звільнення |
| --------------------------- | ------------------------------------------------------------------------- | ------------ | --------------- |
| Яковлєва Ольга Анатоліївна  | Сільський голова, 1954 року народження, позапартійна                      | 26.03.2006   | 31.10.2010      |
| Руденко Микола Олексійович  | Сільський голова, 1970 року народження, освіта вища, член Партії регіонів | 31.10.2010   |                 |

Примітка: таблиця складена за даними сайту Верховної Ради України

## Населення
Згідно з переписом УРСР 1989 року чисельність наявного населення сільської ради становила 2352 особи, з яких 1082 чоловіки та 1270 жінок.
За переписом населення України 2001 року в сільській раді мешкали 1484 особи.

### Мова
Розподіл населення за рідною мовою за даними перепису 2001 року:
| Мова       | Відсоток |
| ---------- | -------- |
| українська | 94,86 %  |
| російська  | 4,22 %   |
| молдовська | 0,13 %   |
| вірменська | 0,07 %   |
| польська   | 0,07 %   |
| циганська  | 0,07 %   |
| інші       | 0,58 %   |